# Plagiogyria
Plagiogyria je rod papratnica smješten u vlastitu porodicu Plagiogyriaceae. Postoji desetak vrsta koje su ograničene na tropska i topla umjerena područja, uglavnom u Kini, Japanu, Maleziji, Indiji, i jedna neotropska.
To su kopnene biljke koje imaju kratke, krupne rizome koji na vrhu imaju nakupinu lišća. Perasto složeni listovi su dimorfni, a plodni imaju vrlo uske listiće koji su na površini gotovo u cijelosti prekriveni sporangijama. Spore su više ili manje kuglaste (tetraedarske).

## Vrste
1. Plagiogyria adnata (Blume) Bedd.
2. Plagiogyria assurgens Christ
3. Plagiogyria egenolfioides (Baker) Copel.
4. Plagiogyria euphlebia (Kunze) Mett.
5. Plagiogyria falcata Copel.
6. Plagiogyria glauca (Blume) Mett.
7. Plagiogyria japonica Nakai
8. Plagiogyria koidzumii Tagawa
9. Plagiogyria matsumurana Makino
10. Plagiogyria pectinata (Liebm.) Lellinger
11. Plagiogyria pycnophylla (Kunze) Mett.
12. Plagiogyria stenoptera (Hance) Diels
13. Plagiogyria ×neointermedia Nakaike
14. Plagiogyria ×sessilifolia Nakaike
15. Plagiogyria ×wakabae Sa.Kurata ex Nakaike